# Ghoul School
A Ghoul School egy túlélőhorror videójáték amit 1992-ben adott ki az Imagineering Nintendo Entertainment System játékkonzolra. A játék egy középiskolában játszódik amit megszálltak a szellemek és a démonok.

## Cselekmény
Miközben a szokásos útlerövidítésen tér haza a temetőn keresztül a Cool School High iskolából Spike O'Hara egy különös világító koponyát talál. Beteszi a hátizsákjába, hogy holnap, halloween napján megmutathassa azt az anatómia tanárának. Mikor dr. Femur meg akarja tartani a koponyát, hogy tanulmányozza, Spike-ot aggasztja, hogy a koponya nagyobbnak tűnik mint tegnap volt. Ekkor még senki sem tudta, hogy a koponya elkezdte továbbítani az üzenetét a holtak világába. A ghoulok megkezdik a támadásukat.
A szellemek és démonok elfoglalják a Cool School High iskolát. A tanárokat és a labdarúgó csapatot démonokká változtatják. Elrabolják Samantha Pompom-ot, a pompomlányok vezérét. A játékos Spike O'Hara szerepét veszi fel, miközben megpróbálja legyőzni a ghoulokat és megmenti Samantha-t. Több mint kétszáz szobát kell bejárnia és sok ellenfelet kell legyőznie. A játékban vannak tárgyak és fegyverek amiket O'Hara megtalálhat, hogy ezzel legyőzze a ghoulokat, bár ezek legtöbbje el van rejtve.